# Maria Ćwiertniewicz
Maria Ćwiertniewicz (ur. 18 sierpnia 1952 w Krościenku nad Dunajcem) – polska kajakarka górska, olimpijka z Monachium 1972.
Czołowa slalomista świata lat siedemdziesiątych. Była ośmiokrotną mistrzynią Polski (lata 1971–1980) w konkurencji K-1 zjazd, osiemnastokrotną mistrzynią Polski w konkurencjach K-1 slalom i K-1 × 3 slalom (lata 1966-1980). Uczestniczka mistrzostw świata w których zdobyła dwa medale w K-1: złoty (1975) i srebrny (1973). Dwukrotna finalistka mistrzostw świata w K-1 × 3 slalom: w Merano (1971) zajęła 5. miejsce, w Muotathal (1973) 6. miejsce. Zdobyła pierwsze miejsce w Pucharze Europy slalom-zjazd (1974). Na igrzyskach olimpijskich w Monachium w 1972 roku zajęła 4. miejsce w konkurencji K-1 slalom. 
Mieszkała w Austrii.